# Gravitació quàntica
La gravitació quàntica és un camp de física teòrica que busca descriure la gravetat segons els principis de la mecànica quàntica, i on els efectes quàntics no poden ser ignorats, com en la proximitat de forats negres o objectes astrofísics compactes on els efectes de gravetat són forts
Dins del marc de la mecànica quàntica i la teoria quàntica de camps es descriuen tres de les quatre forces fonamentals de la física. La comprensió actual de la quarta força, la gravetat, es basa en la teoria general de la relativitat d'Albert Einstein, la qual està formulada dins del marc, totalment diferent, de la física clàssica. Tanmateix, aquesta descripció és incompleta: En la descripció del camp gravitacional d'un forat negre amb la teoria general de relativitat, les quantitats físiques com la curvatura d'espaitemps divergeixen al centre del forat negre. Això assenyala la ruptura de la teoria general de relativitat i la necessitat d'una teoria que vagi més enllà de la relativitat general. A distàncies molt properes al centre del forat negre (més properes que la longitud de Planck), es considera que les fluctuacions quàntiques d'espaitemps poden jugar una funció important. Per descriure aquests efectes quàntics es necessita una teoria de la gravitació quàntica. Una teoria com aquesta hauria de permetre estendre la descripció més propera al centre d'un forat negre i fins i tot podria permetre entendre la física en tal centre del forat negre. En termes més formals hom pot argumentar que un sistema clàssic no pot no combinar-se o unir-se de forma consistent amb un de quàntic.:11–12
El camp de la gravitació quàntica està en fase de desenvolupament actiu i els seus teòrics estan explorant diverses d'aproximacions al problema de la gravetat quàntica, de les quals les més conegudes són la teoria de cordes i la gravitació quàntica de llaços. Totes aquestes aproximacions tenen per objectiu descriure el comportament quàntic del camp gravitacional. Això no necessàriament inclou unificar totes les interaccions fonamentals en un únic marc matemàtic. Tanmateix, moltes aproximacions a la gravitació quàntica, com la teoria de cordes, intenten desenvolupar un marc que descrigui totes les forces fonamentals. Sovint es fa referència a aquestes teories com a teoria del tot. Altres, com la gravitació quàntica de llaços o de xarxa d'espín, no tenen aquesta intenció, sinó que fan l'esforç de quantitzar el camp gravitacional mentre aquest es manté separat de les altres forces.
Una de les dificultats de formular una teoria de gravitació quàntica és que els efectes gravitacionals quàntics només apareixen a escales dimensionals properes a l'escala de Planck, al voltant de 10−35 metres, una escala extremament petita i per això únicament accessible amb energies molt més altes que aquelles actualment disponibles en acceleradors de partícules d'alta energia. Per tant, els físics no tenen dades experimentals que puguin fer l'escrutini de les diferents teories en competició que han estat proposades i, per tant, es suggereix emprar aproximacions d'experimentació mental com a mitjà de prova d'aquestes teories

## Descripció

Esquema que mostra el lloc de la gravitació quàntica en la jerarquia de teories de físiques

La major part de la dificultat de combinar aquestes teories en les diferents escales d'energia ve de la diversitat de les assumpcions que aquestes fan sobre com funciona l'univers. La relativitat general configura la gravetat com una curvatura de l'espaitemps: en l'eslògan de John Archibald Wheeler, "l'espaitemps diu a la matèria com moure's; la matèria diu a l'espaitemps com s'ha de corbar." D'altra banda, la teoria quàntica de camps és formula típicament en l'espaitemps pla utilitzat en la relativitat especial. Cap teoria s'ha demostrat exitosa per a descriure la situació general on la dinàmica de la matèria, modelada amb mecànica quàntica, afecta la curvatura de l'espaitemps. Si hom intenta tractar la gravitació simplement com un altre camp quàntic, la teoria que en resulta no és renormalitzable. Fins i tot en el cas més senzill on la curvatura de l'espaitemps és fixada a priori, desenvolupar una teoria de camp quàntic esdevé un repte matemàtic molt desafiant, i moltes de les idees que els físics usen en la teoria quàntica de camps no resulten aplicables en espaitemps pla.
Hi ha un desig generalitzat que una teoria de gravitació quàntica permeti entendre problemes d'energia molt alta i dimensions d'espai molt petites, tals com el comportament dels forats negres, i l'origen de l'univers.

## Mecànica quàntica i relativitat general

### Gravitó
Actualment, un dels problemes més profunds en física teòrica és l'harmonització de la teoria de la relativitat general, el qual descriu la gravitació i és d'aplicació a estructures d'escala gran (estrelles, planetes, galàxies), amb la mecànica quàntica, que descriu les altres tres forces fonamentals que actuen en l'escala atòmica. Aquest problema ha de ser posat en el context apropiat, tanmateix. En particular, contràriament a la pretensió popular que la mecànica quàntica i la relativitat general són fonamentalment incompatibles, hom pot demostrar que l'estructura de la relativitat general en essència inevitablement segueix la mecànica quàntica en la interacció de partícules teorètiques sense massa d'espín-2 (anomenades gravitons).
L'observació que totes les forces fonamentals excepte la gravetat tenen una o més partícules mediadores conegudes porta els investigadors a creure que com a mínim n'hi ha d'haver una per a la gravetat. Aquesta partícula hipotètica és coneguda com el gravitó. La troballa que es pronostica comportaria la classificació del gravitó com a partícula de força similar al fotó de la interacció electromagnètica. Moltes de les nocions admeses d'una teoria unificada de la física des de la dècada de 1970 assumeixen, i en alguna mesura depenen de, l'existència del gravitó. Aquí s'hi inclouen la teoria de cordes, la teoria de supercordes, i teoria M. La detecció de gravitons ajudaria a validar aquestes diverses línies d'investigació destinades a unificar la mecànica quàntica i la relativitat general.
El teorema de Weinberg–Witten comporta teorema alguns constrenyiments per a les teories en les què el gravitó és un partícula composta o combinada (<i>composite particle</i>).

### Dilató
El dilató va aparèixer per primer cop en la teoria Kaluza-Klein, una teoria de cinc dimensions que va combinar gravitació i electromagnetisme. Apareix en la teoria de cordes. Tanmateix, ha esdevingut essencial en el problema gravitacional de múltiples cossos (many-bodied problem) de més baixa dimensió basat en el plantejament teòrico-pràctic de Roman Jackiw. L'ímpetu va sorgir del fet que les solucions analítiques completes per a la medició d'un sistema covariant de n-cossos (covariant N-body system) han resultat infructuoses en la relativitat general. Per simplificar el problema, el nombre de dimensions va rebaixar-se a 1+1 -(una dimensió espacial i una dimensió temporal). Aquest problema model, conegut com a teoria R=T, en tant que oposat a la teoria general G=T, era compatible amb solucions exactes en termes d'una generalització de la funció Lambert W. A més, l'equació de camp que regeix el dilató, derivada de la geometria diferencial, com l'equació de Schrödinger podria ser susceptible de quantització.
Això combina gravetat, quantització, i fins i tot la interacció electromagnètica, prometent ingredients per a una teoria física fonamental. Aquest resultat va revelar un vincle natural prèviament desconegut però ja existent entre la relativitat general i la mecànica quàntica. Té un dèficit de claredat en la generalització d'aquesta teoria a 3+1 dimensions. Tanmateix, una recent derivació en 3+1 dimensions sota les condicions de coordenada correctes proporciona una formulació similar al més primerenc 1+1, un camp dilató governat per l'equació logarítmica de Schrödinger. que es veu en física de la matèria condensada i superfluids Les equacions de camp s'adiuen amb una generalització com aquesta, com resulta de la inclusió d'un procés d'un gravitó, i proporciona el límit newtonià correcte en d dimensions, però només amb un dilató. A més, alguns especulen en l'aparent semblança entre el dilató i el bosó de Higgs. Tanmateix, cal més experimentació per resoldre la relació entre aquestes dues partícules. Finalment, com que aquesta teoria pot combinar efectes gravitacionals, electromagnètics i quàntics, la seva imbricació podria potencialment conduir a un mitjà de comprovació de la teoria a través de la cosmologia i l'experimentació.

### No renormaliltzació de la gravetat
La relativitat general, com l'electromagnetisme, és una teoria clàssica de camps. Un podria esperar que, com amb l'electromagnetisme, la força gravitacional també hauria de tenir la corresponent teoria quàntica de camps.
Tanmateix, la gravitació és perturbadorament no renormalizable.:xxxvi–xxxviii;211–212 Per a que una teoria quàntica de camps resulti ben definida d'acord amb aquesta visió de la qüestió, aquesta ha de ser asimptòticament lliure o asimptòticament segura. La teoria ha de ser caracteritzada per una elecció d'un nombre finit (finitely many) de paràmetres, que en principi podrien establir-se per experiment. Per exemple, en electrodinàmica quàntica aquests paràmetres són la càrrega i la massa de l'electró, en tant que mesurats a una escala d'energia particular.
D'altra banda, en la quantització de la gravitació calen, en la teoria de la pertorbació, infinits paràmetres independents ("counterterm coefficients") per a definir la teoria. Per a una determinada elecció d'aquells paràmetres, podria donar-se sentit a la teoria, però en la mesura en què és impossible dur a terme infinits experiments per fixar els valors de cada paràmetre, s'ha argüit que en teoria de la pertorbació no és possible obtenir una teoria física significativa.

## Teories proposades
S'han proposat diverses teories de gravitació quàntica. Actualment, encara no n'hi ha cap de completa i consistent, i els models proposats encara necessiten vèncer importants problemes formals i conceptuals. També fan front al problema comú que, fins ara, no hi ha cap manera de sotmetre prediccions de gravitació quàntica a proves experimentals, tot i que hi ha esperança que això canviï en la mesura en què futures dades procedents d'observacions cosmològiques i d'experiments de física de partícules passin a estar disponibles.

### Teoria de cordes

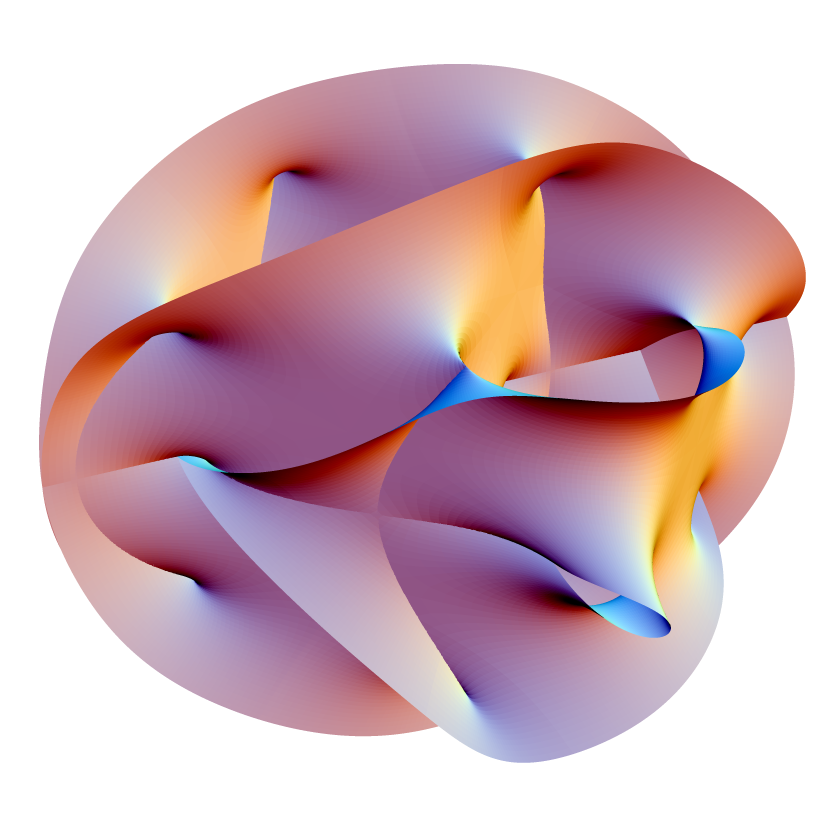
Projecció d'un col·lector Calabi–Yau, una de les maneres de compactar les dimensions extres postulades per la teoria de cordes

Un dels punts de partida suggerits és el de les teories quàntiques de camps ordinàries, que són exitoses en la descripció de les altres tres forces fonamentals bàsiques en el context del model estàndard de física de partícules. Tanmateix, mentre això condueix cap a una acceptable teoria (quàntica) de camps efectiva de gravitació a energies baixes, la gravitació resulta ser molt més problemàtica a energies més altes. Per a les teories de camp normal com l'electrodinàmica quàntica, una tècnica coneguda com a renormalització és una part integral per obtenir prediccions que tenen en compte contribucions d'energia més alta, però la gravitació resulta ser no renormalizable: a energies altes, aplicant les receptes de teoria de camp quàntica normal s'obtenen models mancats de tot poder predictiu.
Un intent per vèncer aquestes limitacions és reemplaçar la teoria quàntica de camps normal, la qual es basa en el concepte clàssic d'una partícula puntual, amb una teoria quàntica d'objectes extensos unidimensionals: la teoria de cordes. A les energies assolides en els experiments en curs, aquestes cordes són indiferenciables respecte partícules d'aspecte puntual, si bé, i això és crucial, modes diferents d'oscil·lació d'un mateix tipus de corda fonamental apareixen com a partícules amb diferents càrregues (elèctriques i d'altre tipus). D'aquesta manera, les teories de cordes prometen ser una descripció unificada de totes les partícules i interaccions. La teoria exitosa en un determinat mode sempre correspondrà a un gravitó, la partícula mediadora de gravitació; tanmateix, el preu d'aquest èxit són característiques inusuals, tals com com les sis dimensions extres d'espai addicionals a les tres habituals per a l'espai i la del temps.
En el que s'ha anomenat segona revolució de supercordes, es va fer la conjectura que tant la teoria de cordes com una unificació de la relativitat general i de la supersimetria coneguda com a supergravetat formen part d'un hipotetitzat model d'onze dimensions conegut com a teoria M, el qual constituiria una teoria singularment definida i consistent de gravetat quàntica. Tal com s'entén actualment, tanmateix, la teoria de cordes admet un número molt gran (10500 segons algunes estimacions) de buits ("vacua") consistents, incloent-hi l'anomenat "paisatge de cordes". Fer la revisió d'aquesta gran família de solucions contunua essent un repte important.

### Gravitació quàntica de llaços (teoria de la xarxa d'espín)

Xarxa d'espín senzilla del tipus utilitzat en la gravitació quàntica de llaços

La gravitació quàntica de llaços considera seriosament la idea de la relativitat general segons la qual l'espaitemps és un camp dinàmic i és per tant un objecte quàntic. La seva segona idea és que la diferenciació quàntica (quantum discreteness) que determina el comportament com a partícula d'altres teories de camp (posem per cas, els fotons del camp electromagnètic) també afecta l'estructura de l'espai.
El resultat principal de la gravitació quàntica de llaços és la derivació d'una estructura granular d'espai a la longitud de Planck. Això resulta de les següents consideracions: En el cas d'electromagnetisme, l'operador quàntic que representa l'energia de cada freqüència del camp té un espectre discret. Per això l'energia de cada freqüència està quantitzada, i els quàntums són els fotons. En el cas de gravetat, els operadors que representen l'àrea i el volum de cada superfície o regió espacial també tenen espectre discret. Per això àrea i volum de qualsevol porció d'espai també estan quantitzats, on els quàntums elementals són quàntums d'espai. En resulta, aleshores, que aquell espaitemps té una estructura granular quàntica elemental a l'escala de Planck, el què s'aparta de les infinitats ultraviolades de teoria quàntica de camps.
L'estat quàntic d'espaitemps és descrit en la teoria mitjançant una estructura matemàtica anomenada xarxes d'espín. Les xarxes d'espín foren inicialment introduïdes per Roger Penrose en forma abstracta, i més tard Carlo Rovelli i Lee Smolin mostraren que derivaven de manera natural d'una quantització no pertorbadora de la relativitat general. Les xarxes d'espín no representen estats quàntics d'un camp dins l'espaitemps: representen directament estats quàntics d'espaitemps.
La teoria es basen la reformulació de la relativitat general coneguda com a variables Ashtekar, les quals representen gravetat geomètrica mitjançant anàlogs de camps elèctrics i magnètics.
En la teoria quàntica, l'espai és representat per una estructura de xarxa anomenada xarxa d'espín, que evoluciona amb el temps en passos discrets.
La dinàmica de la teoria s'estructura actualment en diverses versions. Una versió comença amb la quantització canònica de relativitat general. L'anàleg de l'equació de Schrödinger és l'equació Wheeler–DeWitt, que pot ser definida dins de la teoria.
En la covariant, o formulació de la teoria com a escuma d'espín, la dinàmica quàntica s'obté via una suma de versions discretes d'espaitemps, anomenades escumes d'espín. Aquestes representen històries de xarxes d'espín.